# Phare de La Rocchetta
Le phare de La Rocchetta (en italien : Faro de La Rocchetta) est un phare actif situé sur un promontoire du vieux port de Piombino (province de Livourne), dans la région de Toscane en Italie. Il est géré par la Marina Militare.

## Histoire
Le phare a été construit en 1928 à l'endroit même où se trouvait autrefois La Rocchetta, l'une des quatre fortifications défensives démolie dans les années 1920 pour faire place à une terrasse panoramique au-dessus de la falaise reliée par des murets qui entourent la ville. Piombino est situé en bout d'une péninsule et est le port pour le ferry de l'île d'Elbe.
Le phare marque le passage du canal de Piombino qui sépare l'île d'Elbe du continent et l'entrée du port. Il est entièrement automatisé et alimenté par des panneaux photovoltaïque.

## Description
Le phare  est une tourelle quadrangulaire en pierre de style néo-gothique de 5 m de haut, avec galerie crénelée et lanterne. La tour est non peinte en noir et le dôme de la lanterne est blanche. Il émet, à une hauteur focale de 18 m, trois éclats blanc d'une seconde toutes les 15 secondes. Sa portée focale est de 11 milles nautiques (environ 20 km).
Identifiant : ARLHS : ITA-288 ; EF-2098 - Amirauté : E1455 - NGA : 8996 .

## Caractéristiques dufeu maritime
Fréquence : 15 s (W-W-W)
- Lumière : 1 seconde
- Obscurité : 2 secondes
- Lumière : 1 seconde
- Obscurité : 2 secondes
- Lumière : 1 seconde
- Obscurité : 8 secondes

|                           |
| Le vieux port de Piombino |

|          |
| Le phare |

### Lien connexe
- Liste des phares de l'Italie